# Ізола-дель-Гран-Сассо-д'Італія
Ізола-дель-Гран-Сассо-д'Італія, Ізола-дель-Ґран-Сассо-д'Італія (італ. Isola del Gran Sasso d'Italia) — муніципалітет в Італії, у регіоні Абруццо,  провінція Терамо.
Ізола-дель-Гран-Сассо-д'Італія розташована на відстані близько 120 км на північний схід від Рима, 27 км на північний схід від Л'Аквіли, 19 км на південь від Терамо.
Населення — 4782 особи (2014).
Щорічний фестиваль відбувається першої неділі травня. Покровитель — San Massimo.

## Демографія
Населення за роками:

Станом на 1 січня 2023 року в муніципалітеті офіційно проживало 248 іноземців з 33 країн, серед них 111 громадян країн Євросоюзу та 6 громадян України.

## Сусідні муніципалітети
- Калашіо
- Карапелле-Кальвізіо
- Кастель-Кастанья
- Кастеллі
- Кастельвеккьо-Кальвізіо
- Колледара
- Фано-Адріано
- Л'Аквіла
- П'єтракамела
- Санто-Стефано-ді-Сессаніо
- Тоссічія